# فرانسوا پرو
فرانسوا پرو (انگلیسی: François Perrot; ۲۶ فوریهٔ ۱۹۲۴ – ۲۰ ژانویهٔ ۲۰۱۹) بازیگر اهل فرانسه بود.
از فیلم‌ها یا برنامه‌های تلویزیونی که وی در آن نقش داشته است می‌توان به گناهکاران بی‌گناه، ناپلئون، کرکس‌ها، مردی و سگش، سه مرد برای کشتن، جگوار، آلیس یا آخرین گریز، عاشقان مونپارناس، غریبه‌ای در خانه، دوست دختر رفیقم، جنازه دشمن من، جشن غیرمنتظره و سوءاستفاده‌های یک دون ژوان جوان اشاره کرد.